# 普兆三

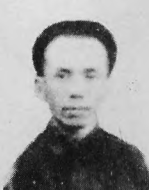
普兆三

普兆三（1899年—1951年6月22日），原名普必元，云南祥云人，中国共产党党员，曾任中国人民解放军滇桂黔边纵队第八支队后勤处长。

## 生平
普兆三生于下庄乡清益村，少年读私塾。1926年到昆明的云南省禁烟局任科员，1930年回乡后曾挑担做小买卖。1931年，被推举为本村小学校长，期间又出任龙润乡（今下庄镇）乡长，他兴修水利，提倡封山育林，还当选县参议会参议员。1941年，筹资建立龙润乡完小并任校长，1945年又与李鉴洲等人创立祥云县立初级中学第一分校（今祥云四中），任教务主任。1948年4月参加革命，同年8月加入中国共产党，次年滇西人民自卫团（滇桂黔边纵队第八支队前身）成立后任后勤处长，部队资金困难时他甚至变卖自家的20亩良田。1949年12月云南解放后，任云南省军区楚雄军分区供应处长。1951年4月，由于“左”的影响，其功过被颠倒，由中共云南省军区委员会定性为恶霸，开除党籍，撤销职务；当年6月22日，由祥云县人民法院以“首要恶霸、反革命”定罪，执行枪决。1983年5月16日，中共云南省军区委员会为他平反。1993年，楚雄州人民政府及祥云县人民政府为其修建墓碑，现位于祥云四中新校区内的边纵八支队纪念碑附近。